# Josefina (film)
Pour les articles homonymes, voir Josefina.
Pour plus de détails, voir Fiche technique et Distribution.
Josefina est un film espagnol réalisé par Javier Marco, sorti en 2021.

## Synopsis
Chaque dimanche, Juan, un administrateur de prison, observe en silence la visite de Berta, la mère de Sergio, l'un des prisonniers. Il finit par la rencontrer et s'invente une fille prisonnière, Josefina.

## Fiche technique
- Titre : Josefina
- Réalisation : Javier Marco
- Scénario : Belén Sánchez-Arévalo
- Musique : Nerea Alberdi et Vanessa Garde
- Photographie : Santiago Racaj
- Montage : Miguel Doblado
- Production : Sergy Moreno
- Société de production : White Leaf Producciones, Achtung Panda! Media, Radio Televisión Española et TeleMadrid
- Pays :  Espagne et  Allemagne
- Genre : Aventure, drame et romance
- Durée : 90 minutes
- Dates de sortie : 
  -  Espagne : 5 novembre 2021

## Distribution
- Emma Suárez : Berta
- Roberto Álamo : Juan
- Miguel Bernardeau : Sergio
- Manolo Solo : Rafael
- Pedro Casablanc : Emilio
- Olivia Delcán : Josefina
- Simón Andreu : Pascual
- Belén Ponce de León : Verónica
- Alfonso Desentre : Antonio

## Distinctions
Le film a été nommé pour trois prix Goya.